# Józef i Asenet

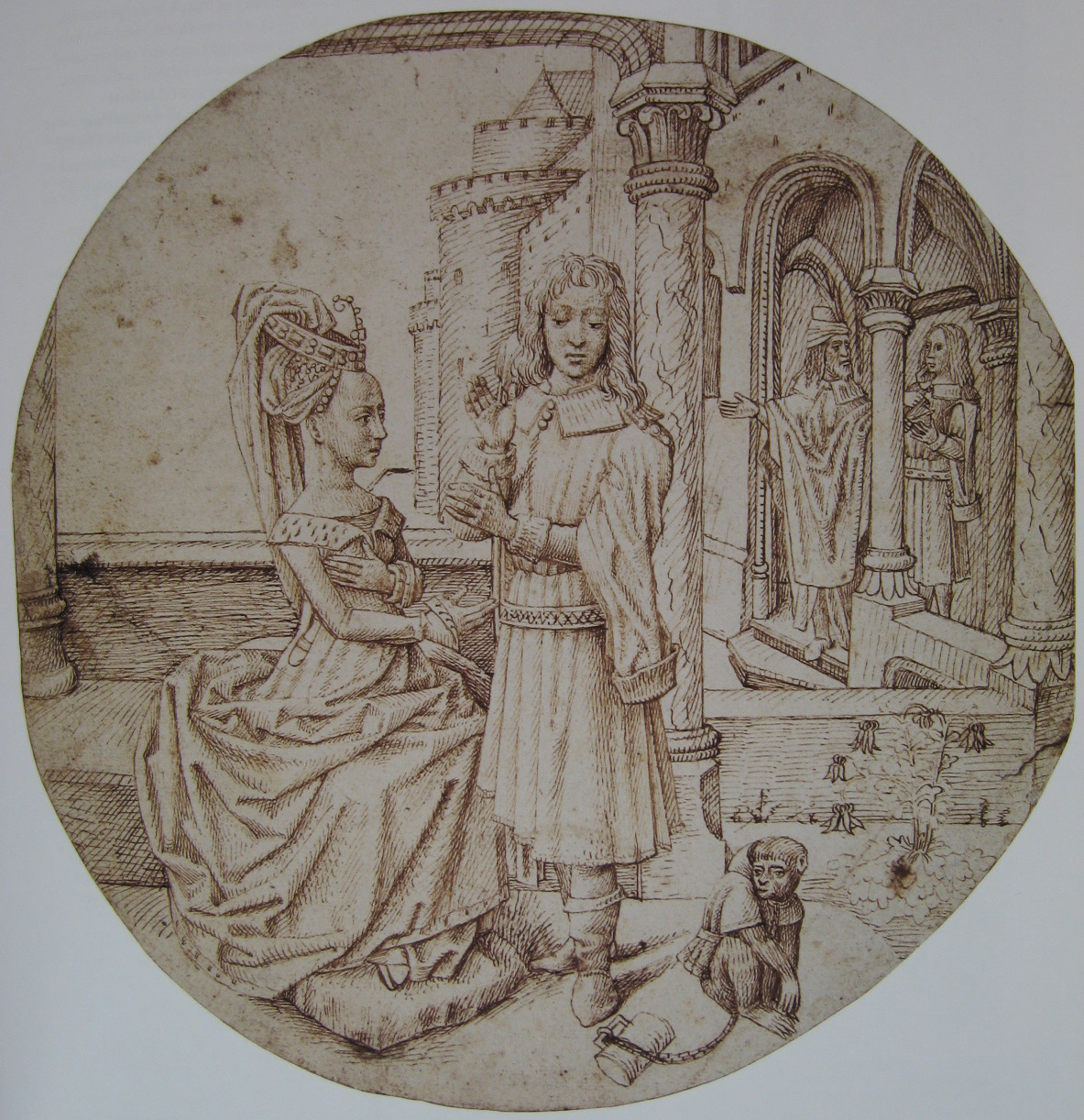
Józef i Asenet na grafice Hugona van der Goesa

Józef i Asenet – apokryf starotestamentowy o cechach romansu, rozwijający krótką wzmiankę w Księdze Rodzaju o poślubieniu przez Józefa Egipcjanki Asenat.
Datowany między końcem I wieku p.n.e. a końcem I wieku n.e. utwór powstał w środowisku diaspory egipskiej, prawdopodobnie w języku greckim (autor posługuje się Septuagintą). Tekst opisuje zaślubiny Józefa z Asenet; zauroczona urodą wybrańca panna młoda porzuca religię egipską i przyjmuje wiarę w Jahwe, a także rozdaje swoje dobra ubogim. W dalszej części apokryfu następuje bajeczne opowiadanie o spisku syna faraona, który chcąc uwieść żonę Józefa próbuje namówić jego braci do zamordowania go. Bracia jednak po kolei odmawiają, z wyjątkiem Dana i Gada, których syn faraona oszukuje, pomawiając Józefa o spiskowanie przeciwko nim, jako synom niewolnic. Syn faraona ginie ostatecznie zamordowany przez Beniamina. Po śmierci syna faraon umiera ze zgryzoty, a usynowiony przez niego Józef przejmuje rządy nad Egiptem.
Apokryf ma cechy hellenistycznego romansu i jest jednym z najstarszych zachowanych przykładów tego gatunku. Jest historią dwojga kochanków zakochanych w sobie od pierwszego wejrzenia, którzy muszą pokonać przeciwności. W roli głównego czarnego charakteru występuje syn faraona, w roli zbójców – Dan i Gad. Jednocześnie pełne jest nawiązań biblijnych, czego przykładem jest walka Beniamina z synem faraona przypominająca walkę Dawida z Goliatem czy modlitwa Asenat składająca się z motywów z psalmów.
Celem autora apokryfu było najprawdopodobniej zezwolenie na odrzucane przez ortodoksyjnych żydów małżeństwa mieszane pod warunkiem nawrócenia się pogańskiego współmałżonka, jak również rozpropagowanie konwersji na judaizm wśród Egipcjan.
Historia miłości Józefa i Asenat prowadzącej do jej nawrócenia była rozwijana w kolejnych wiekach. Jedną z jej wersji jest Istoryja o świętym Jozefie, patryjarsze Starego Zakonu, którego byli bracia zaprzedali.